# Khu sinh thái Nam Bắc Cực (CEC)
Vùng sinh thái Nam Bắc Cực, theo định nghĩa của Ủy ban Hợp tác môi trường (CEC), là một vùng sinh thái trên cạn của Canada trải dài trên bờ biển phía bắc của Lãnh thổ Tây Bắc lục địa, phần lớn là phía bắc lục địa Nunavut, ngoại trừ bán đảo phía đông bắc và một phần phía tây bắc Quebec. Hai lãnh thổ cấu thành của nó bị gián đoạn bởi Vịnh Hudson. Khu sinh thái cũng có thể được mô tả là bao gồm phần cực bắc của Đồng bằng Nội địa phía Tây Canada và một phần của Khiên Canada nằm ở cả hai phía của Vịnh Hudson.
Đây là nơi dân cư thưa thớt, với ít hơn 10.000 cư dân trong 17 khu định cư lớn, trong đó lớn nhất là Rankin Inlet. Khoảng 80% dân số là người Inuit.
Nó bao gồm Vườn Quốc gia Ivvavik và Vườn Quốc gia Tuktut Nogait.

## Địa lý
Ranh giới phía nam của nó phân định ranh giới của đường giới hạn cây gỗ, và về phía bắc, nó gặp vùng sinh thái Bắc Bắc Cực trên cạn và vùng sinh thái quần đảo biển Bắc Cực. Nó được hình thành từ các trầm tích băng hà còn sót lại từ các sông băng thoái lui cách đây khoảng 8.500 năm, được tích lũy thành các băng tích bị cắt xẻ bởi những đồi hình rắn dài tới 100 km. Sự cọ rửa đất của các sông băng dày tới 3 km đã để lại vô số vùng trũng, một vài trong số đó chứa những khối băng đi lạc, khi tan chảy trong thời kỳ ấm hơn, tạo ra các ao và hồ lõm lòng chảo. Đá móng granit từ thời Tiền Cambri của Khiên Canada nhô ra bề mặt xuyên qua các trầm tích khác trong các khu vực xung quanh vịnh Hudson. Ngoài ra, các khối lang thang sông băng của loại đá này có thể đã được dải băng vận chuyển đến các khu vực khác, đôi khi vào khu vực xung quanh không có yếu tố chung.
Tầng đất đóng băng vĩnh cửu xuất hiện thành dải liên tục, vĩnh cửu trong toàn khu vực, bao gồm chủ yếu là các vùng đồng bằng uốn lượn nhấp nhô ở phía tây của khu vực Khiên. Ở một số nơi nó chỉ cách bề mặt một vài xentimet, ngăn không cho nước thấm sâu vào đất, do đó tạo thành vũng nước và tạo ra đất lầy lội thường xuyên đóng băng. Đóng băng và tan băng của đất đai theo chu kỳ dẫn đến các đặc trưng bất thường trên khắp địa hình, bao gồm các gò băng và cấu trúc đa giác.
Vùng đất được đặc trưng bởi những vùng cây bụi bò lan, những đồng cỏ cói lác ẩm ướt và những hồ nước trong và lạnh.

## Khí hậu
Vùng sinh thái này trải qua mùa hè ngắn, mát mẻ và ẩm ướt, với nhiệt độ trung bình tháng 7 khoảng 10 °C. Mùa đông dài, tối và lạnh buốt, với nhiệt độ trung bình tháng 1 là -30 °C. Khu vực ở Quebec tương đối ấm hơn, với nhiệt độ trung bình tháng 1 là -18 °C.
Giáng thủy hàng năm tăng về phía đông trong khắp khu vực, với 250 mm ở phía tây và không quá 500 mm ở phía đông. Nó cũng thay đổi theo vĩ độ, với lượng giáng thủy gấp đôi ở rìa phía nam so với rìa phía bắc.